# James Burgess
James Burgess, född 1832 i grevskapet Dumfries, död 5 oktober 1916, var en skotsk arkeolog. 
Burgess studerade arkitektur och matematik, var lärare i Calcutta 1855-61 och därefter i Bombay till 1873 samt blev en specialkännare av de indiska tempelbyggnaderna.
Han beskrev sådana bland annat i sina illustrerade arbeten The Temples of Shatrunjaya (1869) och The Rock-Temples of Elephanta or Ghârâpurî (1871) samt uppsatte 1872 månadsskriften "The Indian Antiquary", som fortgick under hans ledning i 13 år och vann europeiskt anseende. Burgess reste 1872 genom de stora områdena Gujarat och Rajputana samt skildrade dem i bild och ord. År 1873 utnämndes han till ledare för den arkeologiska undersökningen inom presidentskapet Bombay och närgränsande stater och framlade resultaten därav i sex kvartsvolymer, flera smärre skrifter samt arbetet The Cave-Temples of India (1880), skrivet i gemenskap med James Fergusson, som däri skildrade norra och östra Indiens tempel.
Burgess arkeologiska uppdrag utsträcktes 1881 åt söder över presidentskapet Madras och 1885 även över norra Indien, då han fick rang av generaldirektör. Han avgick från sitt ämbete 1889, varvid det indrogs. Dessförinnan hade han utgivit ytterligare några illustrerade arbeten om tempelarkitektur samt serien "Epigraphia indica", innehållande viktiga sanskrit- och pali-inskrifter i översättning av framstående orientalister.